# Михайличенко, Фёдор Фёдорович
Фёдор Фёдорович Михайличенко (1927—1993, Ростов-на-Дону, Россия) — советский Праведник народов мира. Будучи узником в концлагере Бухенвальд, спас жизнь маленького еврейского мальчика Юрчика (р. 1937), позже ставшего Главным ашкеназским раввином Израиля Исраэлем Меиром Лау.

## В концлагере
В 1942 году Фёдор Михайличенко в возрасте 14 лет при оккупации Ростова-на-Дону Вермахтом был угнан в Германию, где был принуждён работать на военном заводе. Позже за распространение антинацистских листовок был отправлен в концлагерь Бухенвальд в 8-й детский блок, где находилось 300 детей в возрасте от 10 до 17 лет. Осенью 1944 года в его блок попал 7-летний польский еврей Юрчик (Люлик), несмотря на столь малый возраст, имевший статус политзаключённого. Фёдор Михайличенко помог Юрчику выжить в концлагере: крал у немцев картофель, чтобы его накормить. Фёдору тогда было всего лишь 18 лет. После освобождения Бухенвальда (11 апреля 1945 года), американская администрация не дала Фёдору усыновить Юрчика.

## После войны
После возвращения на родину, Фёдор Михайличенко поступил в Ростовский-на-Дону физкультурный техникум, а потом на Геолого-географический факультет Ростовского государственного университета (РГУ, ныне ЮФУ). Он стал ведущим научным сотрудником ВНИГРИУГОЛЬ и защитил диссертацию.
Звание праведника мира было присвоено ему 25 января 2009 года. В августе 2009 года в Иерусалиме (Израиль) в мемориальном комплексе «Яд ва-Шем» имя Фёдора Михайличенко было внесено в почётный список «Праведников народов мира» — людей разных национальностей, спасавших евреев в годы Второй мировой войны. Михайличенко стал 164-м праведником из России. 
Федор Федорович Михайличенко стал основателем Ростовской ассоциации бывших узников фашистских концентрационных лагерей (РАБАС) совместно с Александром Ароновичем Печерским и другими узниками, проживавшими в городе Ростове-на-Дону. Воспоминания, личные вещи Федора Федоровича Михайличенко хранятся в музее "Антифашист" Гимназии №52 города Ростова-на-Дону.